# Championnat du monde de League of Legends
Le Championnat du monde de League of Legends est le tournoi professionnel annuel du championnat du monde de League of Legends organisé par Riot Games. Point culminant de chaque saison, le tournoi réunit les meilleures équipes de chaque championnat majeur qui s'affrontent pour le titre de champion du monde. À la clé, la Summoner's Cup de 32 kg et une importante dotation de plusieurs millions de dollars.
Les championnats du monde de League of Legends ont connu un succès retentissant et ont gagné en popularité, ce qui en fait l'un des tournois les plus prestigieux et les plus regardés au monde (dépassant même la finale de la NBA), ainsi que le jeu vidéo le plus regardé au monde. Il est célèbre pour sa cérémonie d'ouverture comparable aux plus grands évènements sportifs et faisant intervenir des stars de renommées mondiales (Imagine Dragons, Lil nas X, Linkin Park). En raison de son succès, les scènes de sport électronique se sont imposées et largement perçues comme un événement olympique potentiel, faisant déjà partie du programme des Jeux asiatiques de 2022.

## Historique

### Saison 1 (2011)
Le championnat de la saison 1 a lieu en juin 2011 lors de la DreamHack Summer 2011 en Suède et offre une cagnotte de 100 000 $ US, dont 50 000 $ US pour l'équipe gagnante. Huit équipes d'Europe, d'Amérique du Nord et d'Asie du Sud-Est participent au championnat. Plus de 1,6 million de spectateurs suivent la diffusion en streaming de l'événement, avec un pic de plus de 210 069 spectateurs simultanés lors de la finale. Maciej "Shushei" Ratuszniak, membre de l'équipe victorieuse Fnatic, a été nommé MVP du tournoi.

### Saison 2 (2012)
Le succès de la première occurrence des championnat du monde pousse Riot Games à investir dans l'e-sport. Riot annonce qu'un total de 5 000 000 $ US sera distribué au cours de la saison. Sur ces 5 millions de dollars : 2 millions sont alloués aux partenaires de Riot, y compris l'IGN Pro League et d'autres grandes associations d'e-sports. 2 autres millions sont consacrés aux qualifications et au championnat de la saison 2. Enfin, 1 dernier million est réservé aux organisateurs indépendants qui sollicite Riot pour organiser des tournois de League of Legends.
Le Championnat du monde de la saison 2 a lieu début octobre 2012 à Los Angeles, en Californie, marquant la conclusion de la saison. Douze équipes qualifiées du monde entier participent au championnat, qui propose, à l'époque, la plus grande cagnotte de l'histoire des tournois d'e-sports : 2 millions de dollars, dont 1 million pour les 

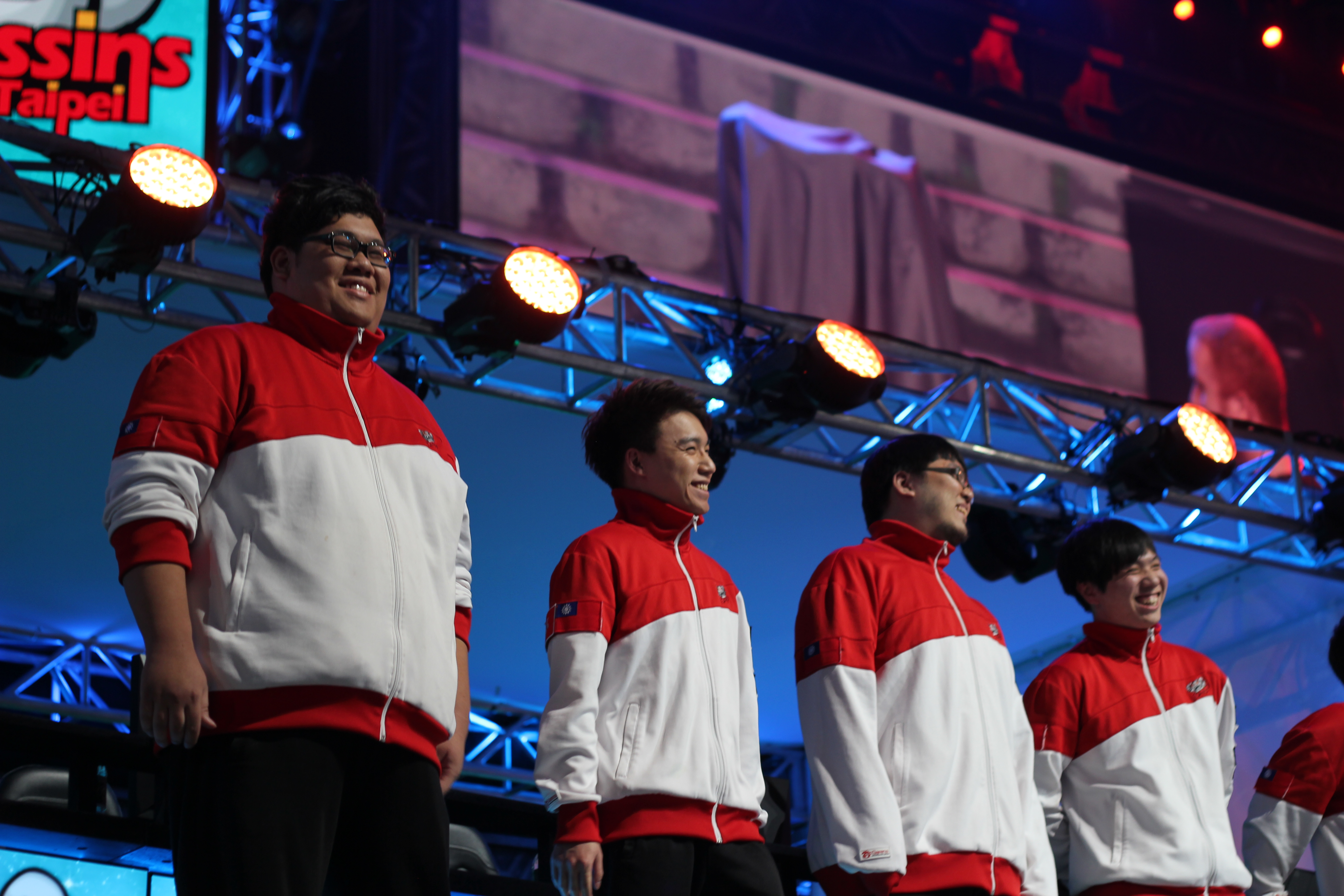
Une photo de groupe de l'équipe des Taipei Assassins (en), les champions du monde de la saison 2.

champions. La phase de groupes, les quarts de finale et les demi-finales se déroulent du 4 au 6 octobre. La grande finale a eu lieu une semaine plus tard, le 13 octobre, au Galen Center de l'Université de Californie du Sud, devant 10 000 spectateurs et avec une diffusion en 13 langues différentes.
Lors de cette finale, l'équipe professionnelle taïwanaise Taipei Assassins triomphe de l'équipe sud-coréenne Azubu Frost sur le score de 3 à 1, remportant ainsi 1 million de dollars de prix.
Plus de 8 millions de spectateurs ont suivi la diffusion du championnat du monde de la saison 2, avec un pic de 1,1 million de spectateurs simultanés lors de la grande finale, faisant de cet événement l'événement e-sport le plus regardé de l’histoire à l'époque.

### Saison 3 (2013)
Le Championnat du monde de la saison 3 se déroule fin 2013 à Los Angeles, en Californie. 14 équipes provenant d'Amérique du Nord, de Corée, de Chine, d'Asie du Sud-Est, d'Europe se sont affrontées lors des World Playoffs après s'être qualifiées via leurs compétitions régionales.
La grande finale a eu lieu le 4 octobre 2013 au Staples Center, où l'équipe coréenne SK Telecom T1 a battu l'équipe chinoise Royal Club, remportant ainsi le titre de champion du monde de la saison 3, la Coupe de l'invocateur et le prix d'1 million de dollars. On peut noter que Wes Borland du groupe Limp Bizkit performe lors de la cérémonie d'ouverture de la finale.
La diffusion de la grande finale du 4 octobre a été suivie par 32 millions de spectateurs, avec un pic de 8,5 millions de spectateurs simultanés, battant une fois de plus les records précédents d'audience pour un événement e-sport.

### 2014
Le Championnat du Monde 2014 réuni 16 équipes qui s'affrontent pour un prize-pool de 2,13 millions de dollars, avec 14 équipes qualifiées des principales régions de League of Legends (Chine, Europe, Amérique du Nord, Corée et Taïwan/Asie du Sud-Est) et deux équipes internationales wildcard. Riot arrête de numéroter les saisons et utilise l'année pour nommer le championnat de 2014 et ceux à venir.
La phase de groupes débute le 18 septembre à Taipei et s'achève le 28 septembre à Singapour, avec huit équipes qualifiées pour la phase à élimination directe. Cette phase finale commence le 3 octobre à Busan, en Corée du Sud, et se conclue le 19 octobre avec la grande finale qui s'est tenue au Seoul World Cup Stadium, d'une capacité de 45 000 places. L'équipe sud-coréenne Samsung Galaxy White bat l'équipe chinoise Star Horn Royal Club et deviens championne du monde de League of Legends 2014. Le joueur support Cho "Mata" Se-hyeong est nommé joueur MVP du tournoi.
Le groupe américain Imagine Dragons écrit le thème musical du championnat : "Warriors". Ils font une performance en direct lors de la grande finale en Corée du Sud.
Les matchs du Championnat du Monde 2014 sont diffusés en direct par 40 partenaires de diffusion et commentés en 19 langues. La grande finale est regardée par 27 millions de personnes, avec un pic d'audience simultanée à plus de 11 millions de spectateurs.

### 2015
Après la saison 2014, Riot Games introduit plusieurs changements dans la scène compétitive de League of Legends. Le nombre d'équipes dans la League Championship Series est augmenté, passant de 8 à 10 dans les régions d'Amérique du Nord et d'Europe. Un deuxième tournoi international officiel de Riot Games est, le Mid-Season Invitational, qui a eu lieu en mai 2015, et réuni une équipe de chaque région majeure ainsi qu'une équipe internationale wildcard. De plus, à partir de 2015, toutes les équipes doivent désigner un entraîneur principal pour leurs matchs compétitifs, qui reste sur scène et communique avec l'équipe via un chat vocal pendant la phase de pick et ban du jeu. Ce changement fait de l'entraîneur principal un membre officiellement reconnu de l'équipe.
Le Championnat du Monde 2015 conclu la saison 2015 et se déroule dans plusieurs villes à travers l'Europe en octobre de la même année. Comme le Championnat du Monde 2014, le Championnat du Monde 2015 est un événement multi-villes et multi-pays. Les Worlds 2015 sont remportés par SK Telecom T1, leur deuxième titre après celui des Worlds 2013. Le top laner de SKT, Jang "MaRin" Gyeong-hwan, est élu MVP. La finale est regardée par 36 millions de personnes, avec un pic de 14 millions de spectateurs simultanés.

### 2016
Les championnats du monde 2016 se passent aux Etats-unis, à Chicago, San Francisco, New York City, et la finale à Los Angeles.
Les matchs sont joués sur le patch 6.18 du jeu, avec Yorick et Aurelion Sol désactivés pendant les jours 1 à 3. On compte 16 équipes réparties en 4 

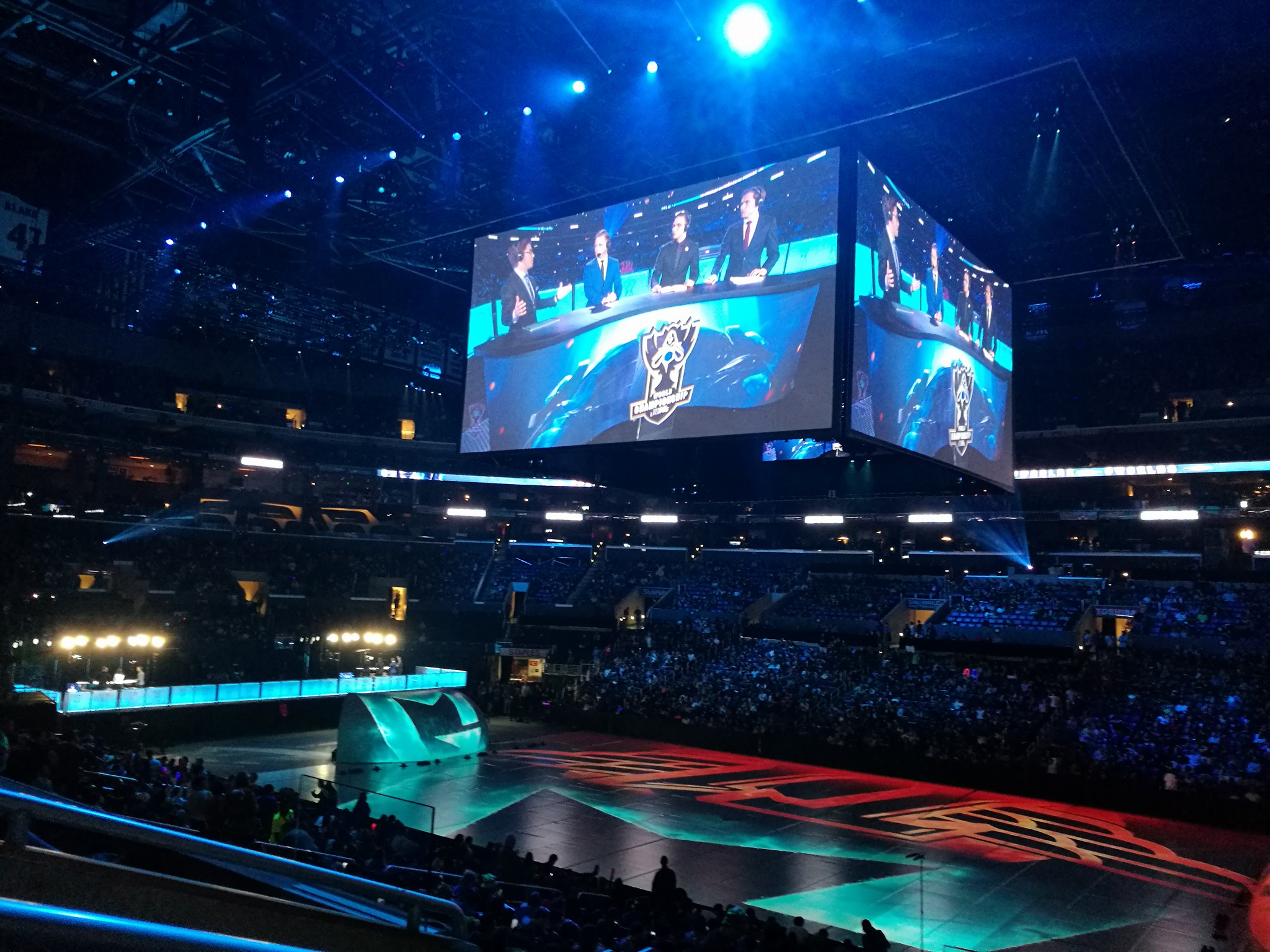
La crypto.com arena (anciennement Staples Center) à Los Angeles, pendant la finale des Worlds 2016 de League of legends.

groupes de 4 équipes. La phase de groupes est en Bo1 et les deux meilleures équipes de chaque groupe avancent vers la phase à élimination directe. La phase à élimination directe est en Bo5 et les équipes classées 1ère et 2ème de chaque groupe s'affrontent dans le tableau. Le prize pool total est de 5 070 000 $, répartis entre les équipes. La première place (SK Telecom T1) remporte 2 028 000 $, la deuxième équipe (Samsung Galaxy) reçoit 760 500 $, et les troisième et quatrième places (ROX Tigers et H2K) se partagent 380 250 $ . Le reste du prize pool est réparti entre les places 5 à 16.
Le musicien Zedd collabore avec Riot Games pour écrire le thème musical Ignite de l'édition 2016 des championnat du monde.
SKT remporte la finale du Championnat du Monde 2016 3-2 contre Samsung Galaxy, avec Faker remportant le titre de MVP. La finale est regardée par 43 millions de personnes, avec un pic de 14,7 millions de spectateurs simultanés, battant ainsi les records d’audience de la finale de 2015.

### 2017
Le Championnat du Monde 2017 commence en septembre 2017 et s'achève en novembre 2017. Il a lieu dans 4 villes différentes à travers la Chine : Wuhan (play-in et phases de groupes), Guangzhou (quarts de finale), Shanghai (demi-finales) et Pékin (finale). Il se joue sur le patch 7.18, avec le champion Ornn désactivé. Le patch 7.18 est légèrement plus ancien que les patches 7.19 et 7.20, qui sont devenus la norme pour les matchs en ligne pendant la période de septembre à novembre. La principale différence étant la meta de l'encensoir ardent, item plus fort avec le patch 7.18.
Au total de 24 équipes participent au tournoi : 3 équipes de Corée du Sud, de Chine, d'Amérique du Nord, d'Europe et de Taïwan/Hong Kong/Macao ; 1 
équipe du Brésil, de l'Amérique Latine du Nord, de l'Amérique Latine du Sud, du Japon, d'Océanie, de Turquie, de l'Asie du Sud-Est et des CIS/Russie ; et 1 équipe de la région Wildcard avec le meilleur classement lors du Mid-Season Invitational 2017.

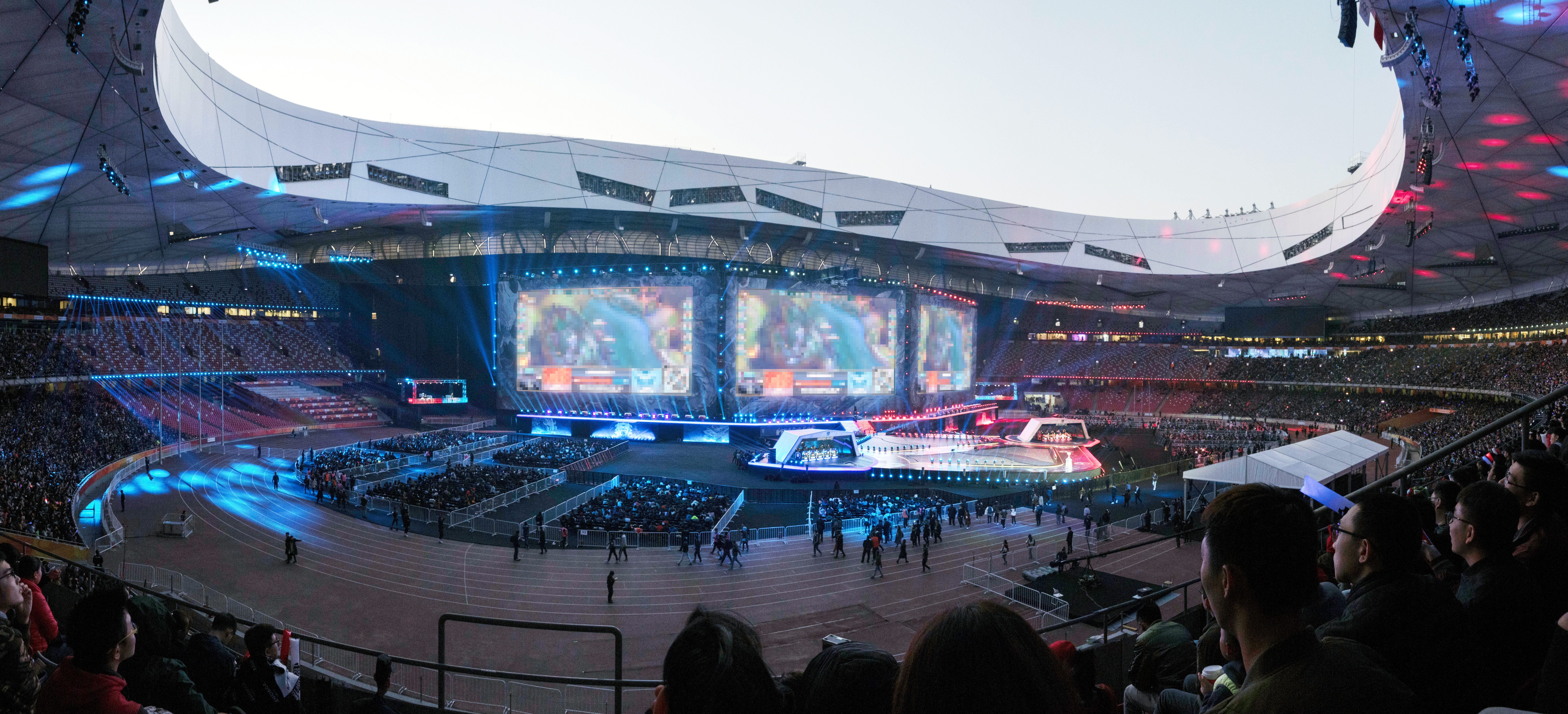
La scène de la finale des Championnats du monde 2017 entre SK Telecom T1 et Samsung Galaxy au stade international de Pékin.

Samsung Galaxy renverse le résultat de l'année précédente et défait SK Telecom T1 3-0 en finale du Championnat du Monde 2017. Park "Ruler" Jae-hyuk, l'AD carry de Samsung, est nommé MVP. La finale est regardée par 60 millions de personnes, battant les records d'audience de la finale de 2016. Le tournoi est largement salué pour la qualité de ses jeux et ses performances cérémoniales impressionnantes. Il est actuellement le tournoi le plus regardé de l'histoire de League of Legends et est considéré comme l'un des meilleurs.
Le titre Legends Never Die né de la collaboration du groupe Against the Current avec Riot Games est l'hymne officiel du championnat de 2017.

### 2018
Le Championnat du Monde 2018 a lieu du 1ᵉʳ octobre au 3 novembre 2018 dans quatre villes de Corée du Sud : Séoul (play-in), Busan (phases de groupes et quarts de finale), Gwangju (demi-finales) et Incheon (finale).
Vingt-quatre équipes se qualifient pour le tournoi en fonction de leur classement dans les circuits régionaux, tels que ceux d'Amérique du Nord, d'Europe, de Corée du Sud et de Chine. Douze de ces équipes passent par une phase de play-in pour atteindre la phase de groupes.
Le Championnat du Monde 2018 se joue sur le patch 8.19. Les champions Aatrox, Alistar et Urgot sont extrêmement présents dans le tournoi, étant sélectionnés ou bannis dans plus de 90 % des 78 matchs disputés.
La finale du Championnat du Monde oppose Invictus Gaming à Fnatic. Invictus Gaming remporte la victoire 3-0 contre Fnatic, offrant ainsi à la Chine et à la LPL leur tout premier titre de Champion du Monde. Gao "Ning" Zhenning est nommé MVP de la finale.
La finale bat tous les records d'audience précédents avec près de 100 millions (99,6) de spectateurs uniques, 44 millions de spectateurs simultanés et une moyenne de 19,6 millions de spectateurs pendant la finale. Par ailleurs, les équipes se sont vu offrir plus de 4,2 millions de dollars US avec la vente de chromas et skins exclusifs à l'événement.
La compétition est marquée par une nouvelle cérémonie d'ouverture spectaculaire où le groupe de K-Pop K/DA, créé par Riot Games pour l'occasion, a joué son titre "Pop/Stars", numéro 1 au hit parade de plusieurs plateformes. L'hymne du tournoi, "Rise", produit par Riot en partenariat avec The Glitch Mob, Mako et The World Alive, connait aussi un accueil record.

### 2019
Le Championnat du Monde 2019 se déroule du 2 octobre au 10 novembre 2019 dans trois pays et villes d'Europe : Berlin (phase de play-in et de groupes), Madrid (quarts de finale et demi-finales) et Paris (finale). Vingt-quatre équipes sont en lice pour participer au Championnat du Monde en fonction de leur classement dans leurs ligues régionales et des résultats précédents de leur région lors des compétitions internationales.
Le Championnat du Monde 2019 sont joués sur le Patch 9.19 du début à la fin. La finale a lieu le 10 novembre 2019 à l'AccorHotels Arena de Paris entre FunPlus Phoenix (LPL) et G2 Esports (LEC). FunPlus Phoenix remporte le match 3-0 contre G2 Esports, offrant ainsi à la Chine et à la LPL un deuxième titre consécutif de Champion du Monde. Gao "Tian" Tianliang est nommé MVP de la finale. L'événement est suivi par plus de 100 millions de spectateurs, avec un pic à 44 millions de vues simultanées.
L'hymne de la compétition, Phoenix, est créée en collaboration avec Cailin Russo et Chrissy Costanza. Louis Vuitton participe à créer l'écrin de la summoners cup pour accueillir la coupe qui sacralise l'équipe gagnante.

### 2020
Le Championnat du Monde 2020 se déroule du 25 septembre au 31 octobre 2020 à Shanghai, en Chine. Vingt-deux équipes se qualifient pour participer au tournoi en fonction de leur classement dans leurs ligues régionales et des résultats précédents de leur région lors des compétitions internationales. En raison des restrictions de voyage liées à la pandémie de COVID-19, les deux équipes qualifiées de la Vietnam Championship Series n'ont pas pu participer à l'événement.
Tous les matchs précédant la finale ont eu lieu au Shanghai Media Tech Studio sans la présence de spectateurs. La finale a lieu au Stade de football de Pudong, marquant l'inauguration du bâtiment, avec un nombre limité de 6 312 spectateurs en raison de la pandémie. La finale, disputée le 31 octobre 2020, oppose Suning, représentant la League of Legends Pro League (LPL) chinoise, à Damwon Gaming, représentant la League of Legends Champions Korea (LCK). Damwon Gaming a remporté le championnat sur un score de 3-1. Lors du deuxième match, le toplaner de Suning, Chen "Bin" Zebin, a réalisé le premier "Pentakill" de l'histoire d'une finale de Championnat du Monde. Le jungler de Damwon Gaming, Kim "Canyon" Geon-bu, a été nommé MVP de la série. Avec cette victoire, Damwon Gaming a mis fin à la série de titres consécutifs remportés par la LPL. La finale a atteint un pic d'audience de 46,07 millions de spectateurs.
L'hymne des worlds, Take over, est créée en collaboration avec Jeremy McKinnon. Louis Vuitton renouvelle sa collaboration avec Riot Games pour l'écrin de la summoners cup en vue de la finale.

### 2021
Le Championnat du Monde 2021 a lieu du 5 octobre au 6 novembre 2021 à Reykjavík, en Islande. Comme l'année précédente, vingt-deux équipes se qualifient pour participer au tournoi en fonction de leur classement dans leurs ligues régionales et des résultats précédents de leur région lors des compétitions internationales. En raison des restrictions de voyage liées à la pandémie de COVID-19, les deux équipes qualifiées de la Vietnam Championship Series n'ont une fois de plus pas pu participer à l'événement.

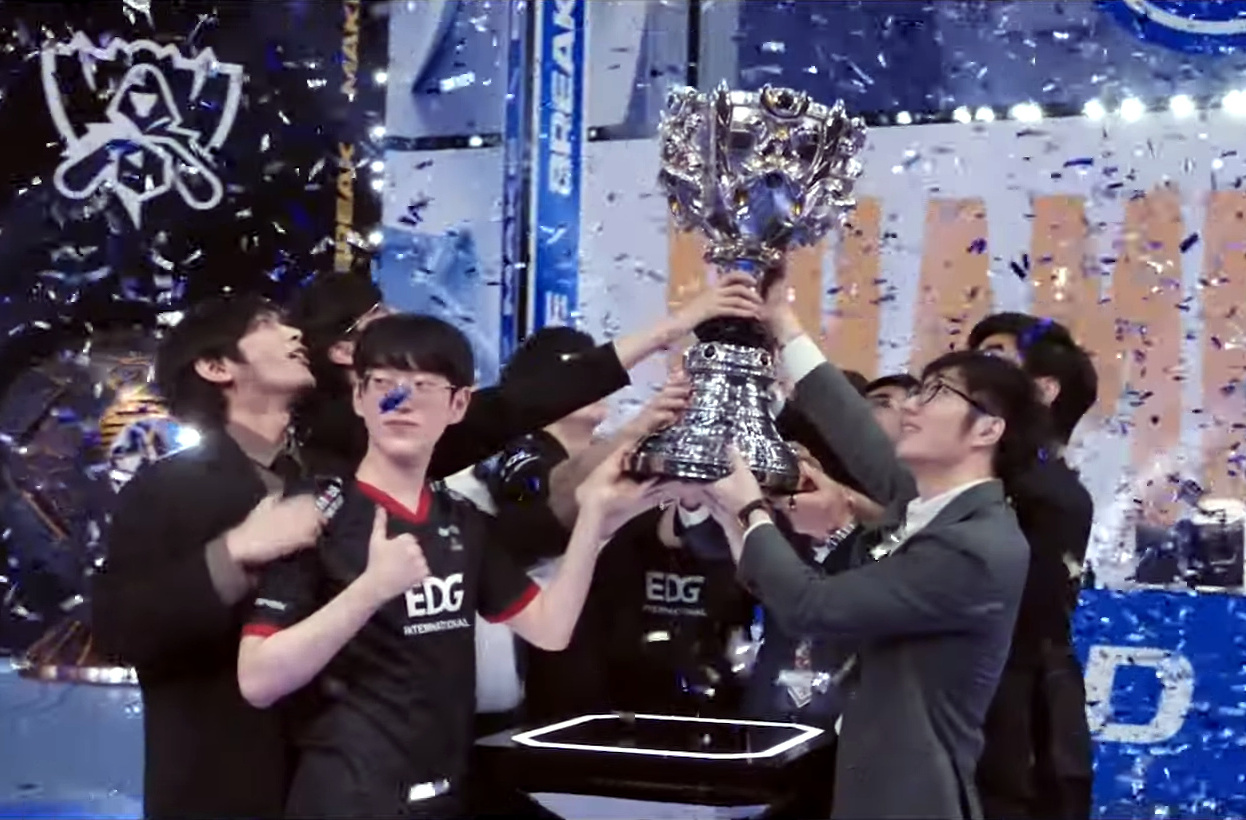
EDG gagne le championnat du monde de 2021.

Tous les matchs du tournoi ont lieu à la Laugardalshöll, sans spectateurs, en raison de la pandémie en Islande. La finale se joue le 6 novembre 2021 entre Edward Gaming, représentant la League of Legends Pro League (LPL) chinoise, et les champions en titre DWG KIA (anciennement Damwon Gaming), représentant la League of Legends Champions Korea (LCK). Edward Gaming a remporté le championnat après une victoire 3-2, empêchant ainsi DWG KIA de décrocher un second titre consécutif. Le mid laner d'Edward Gaming, Lee "Scout" Ye-chan, est nommé MVP de la série. La finale enregistre une audience moyenne de 30,6 millions de spectateurs, avec un pic à 73,86 millions de vues simultanées.
Le groupe PVRIS collabore avec Riot Games pour sortir le single Burn It All Down l'hymne de la compétition.

### 2022
Le Championnat du Monde 2022 a lieu du 29 septembre au 5 novembre 2022, dans 4 villes d'Amérique du Nord : Mexico (phase de play-in), New York (groupes et quarts de finale), Atlanta (demi-finales) et San Francisco (finales). Vingt-quatre équipes sont qualifiées pour participer au Championnat du Monde en fonction de leur classement dans leurs ligues régionales respectives et des résultats obtenus lors de compétitions internationales précédentes. En raison de l'invasion russe en Ukraine, la ligue de League of Legends de la région LCL (Russie/Ukraine) n'envoie pas de représentant pour participer à l'événement.
La finale a lieu au Chase Center le 5 novembre 2022 entre T1 et DRX, tous deux issus de la ligue coréenne (LCK). Riot Games collabore avec Lil Nas X pour sortir "Star Walkin'" à l'occasion de la finale. Lors de cette dernière, DRX bat T1 3-2 dans une série très disputée, devenant ainsi la première équipe à remporter le championnat après avoir commencé depuis la phase de play-in. Le top laner de DRX, Hwang "Kingen" Seong-hoon, est désigné MVP de la série. Leur victoire détonne car c'est un succès des outsiders. Ils sont partis de la phase de play-in en tant que quatrième représentant de la Corée, et ont battu plusieurs équipes favorites et expérimentées tout au long du tournoi, notamment les champions en titre Edward Gaming dans un reverse sweep 3-2 en quart de finale, ainsi qu'en éliminant les champions du LCK Summer Split, Gen.G, sur un score de 3-1 en demi-finale.

### 2023
Le Championnat du monde 2023 a lieu du 10 octobre au 19 novembre 2023, dans deux villes de Corée du Sud : Séoul et Busan. Vingt-deux équipes se qualifient pour participer au championnat en fonction de leur classement dans leurs ligues régionales respectives et des résultats précédents de leur région lors des compétitions internationales.
Le format de l’événement change par rapport aux éditions précédentes, avec l’introduction d’une phase de play-in composée de huit équipes réparties dans deux tableaux à double élimination. Trois équipes sont qualifiées à l'issue de cette phase pour accéder à la seconde étape du tournoi. Là, elles rejoignent treize autres équipes pour disputer un tournoi au format suisse, destiné à déterminer les qualifiés pour la phase à élimination directe, qui s’est conclue par une phase finale à élimination simple.
La finale s’est jouée au Gocheok Sky Dome le 19 novembre 2023, entre Weibo Gaming, issu de la LPL), et T1, finaliste de l’année précédente, représentant la LCK. Lors de cette finale, T1 a battu Weibo Gaming sur un score de 3–0, établissant un nouveau record du nombre de titres de champion du monde remportés par une seule équipe, avec quatre sacres. Le toplaner de T1, Choi "Zeus" Woo-je, a été nommé MVP de la série, tandis que son coéquipier Lee "Faker" Sang-hyeok est devenu le premier joueur à remporter quatre championnats du monde.

### 2024
Le Championnat du Monde 2024 a lieu du 25 septembre au 2 novembre, avec des matchs organisés dans trois grandes capitales européennes : Berlin, Paris et Londres. Vingt-deux équipes venues des quatre coins du globe ont obtenu leur qualification grâce à leurs performances dans les ligues régionales et lors du Mid-Season Invitational (MSI) de l’année. Pour cette édition, les dernières places allouées à la LCK et à la LPL dans la phase suisse ont été redistribuées au vainqueur du MSI ainsi qu’à une équipe issue de la région la plus performante du tournoi.
Le groupe américain Linkin Park participe à l’événement en interprétant l’hymne du tournoi, intitulé "Heavy Is the Crown", qu’ils jouent en direct sur scène lors de la grande finale à Londres, à l'O2 Arena, le 2 novembre 2024.
En finale, T1 bat BLG 3 à 2, étendant son record du plus grand nombre de championnats du monde remportés par une seule équipe. Lee "Faker" Sang-hyeok devient le premier joueur à remporter cinq Championnats du Monde, ainsi que le premier à recevoir deux titres de MVP en finale.

### 2025
Le Championnat du Monde 2025 aura lieu en Chine. Les play-ins et la phase à système suisse se joueront à Pékin. Les quarts de finale et les demi-finales se dérouleront à Shanghai. La grande finale se disputera à Chengdu.

## Récapitulatif

### Résultats
| Édition   | Lieux                                      | Finale                        | Finale | Finale                |                                                   |
| Édition   | Lieux                                      | Champion                      | Score  | Finaliste             | Demi-finalistes                                   |
| --------- | ------------------------------------------ | ----------------------------- | ------ | --------------------- | ------------------------------------------------- |
| 2011      | Jönköping                                  | Fnatic                        | 2 - 1  | against All authority | Team SoloMid Epik Gaming                          |
| 2012 (en) | Los Angeles                                | Taipei Assassins (en)         | 3 - 1  | Azubu Frost (en)      | Counter Logic Gaming Europe (en) Moscow Five (en) |
| 2013 (en) | Culver City Los Angeles                    | SK Telecom T1 (1)             | 3 - 0  | Royal Club            | Fnatic NaJin Black Sword                          |
| 2014 (en) | Singapour Taipei Busan Séoul               | Samsung Galaxy White (en) (1) | 3 - 1  | Star Horn Royal Club  | Oh My God (en) Samsung Galaxy Blue                |
| 2015 (en) | Paris Londres Bruxelles Berlin             | SK Telecom T1 (2)             | 3 - 1  | KOO Tigers (en)       | Fnatic Origen (en)                                |
| 2016 (en) | San Francisco Chicago New York Los Angeles | SK Telecom T1 (3)             | 3 - 2  | Samsung Galaxy        | H2k-Gaming ROX Tigers                             |
| 2017 (en) | Wuhan Guangzhou Shanghaï Pékin             | Samsung Galaxy (2)            | 3 - 0  | SK Telecom T1         | Royal Never Give Up Team WE (en)                  |
| 2018 (en) | Séoul Busan Gwangju Incheon                | Invictus Gaming (en)          | 3 - 0  | Fnatic                | G2 Esports Cloud9                                 |
| 2019 (en) | Berlin Madrid Paris                        | FunPlus Phoenix (en)          | 3 - 0  | G2 Esports            | SK Telecom T1 Invictus Gaming (en)                |
| 2020 (en) | Shanghai                                   | DAMWON Gaming                 | 3 - 1  | Suning (en)           | G2 Esports Top Esports (en)                       |
| 2021 (en) | Reykjavik                                  | Edward Gaming                 | 3 - 2  | DWG KIA               | Gen.G Esports T1                                  |
| 2022      | Mexico New York Atlanta San Francisco      | DRX (en)                      | 3 - 2  | T1                    | JD Gaming Gen.G Esports                           |
| 2023      | Busan Seoul                                | T1 (4)                        | 3 - 0  | Weibo Gaming (en)     | Bilibili Gaming JD Gaming                         |
| 2024 (en) | Berlin Paris Londres                       | T1 (5)                        | 3 - 2  | Bilibili Gaming       | Weibo Gaming (en) Gen.G Esports                   |

Notes
1. ↑  L'équipe s'appelait à l'origine SK Telecom T1 2. Étant donné que son équipe jumelle SK Telecom T1 1 ne s'était pas qualifié pour les championnats du monde, le "2" a été enlevé du nom de l'équipe le temps de l'événement.
2. ↑  Les Worlds 2021 étaient censés se dérouler en Chine, à Shanghai, Wuhan, Qingdao, Chengdu et Shenzhen, mais ont été relocalisés à Reykjavik en raison de la pandémie de Covid-19.
3. ↑  Les demi-finales étaient censés se dérouler à Toronto au Canada, mais ont été relocalisés à Atlanta en raison de la pandémie de Covid-19.

### Classement par équipe
| Rang | Équipe                           | Vainqueur (éditions)             | Finaliste (éditions) | 3e-4e places (éditions)    | Participations |
| ---- | -------------------------------- | -------------------------------- | -------------------- | -------------------------- | -------------- |
| 1    | T1                               | 5 (2013, 2015, 2016, 2023, 2024) | 2 (2017, 2022)       | 2 (2019, 2021)             | 9              |
| 2    | Gen.G Esports,                   | 2 (2014, 2017)                   | 1 (2016)             | 4 (2014, 2021, 2022, 2024) | 9              |
| 3    | Fnatic                           | 1 (2011)                         | 1 (2018)             | 2 (2013, 2015)             | 11             |
| 4    | Dplus KIA                        | 1 (2020)                         | 1 (2021)             | -                          | 5              |
| 5    | Invictus Gaming (en)             | 1 (2018)                         | -                    | 1 (2019)                   | 4              |
| 6    | Edward Gaming                    | 1 (2021)                         | -                    | -                          | 7              |
| 6    | DRX (en)                         | 1 (2022)                         | -                    | -                          | 3              |
| 6    | Taipei Assassins (en)            | 1 (2012)                         | -                    | -                          | 3              |
| 6    | FunPlus Phoenix (en)             | 1 (2019)                         | -                    | -                          | 2              |
| 9    | Royal Never Give Up              | -                                | 2 (2013, 2014)       | 1 (2017)                   | 8              |
| 10   | Weibo Gaming (en)                | -                                | 2 (2020, 2023)       | 1 (2024)                   | 2              |
| 11   | G2 Esports                       | -                                | 1 (2019)             | 2 (2018, 2020)             | 6              |
| 12   | Hanwha Life Esports              | -                                | 1 (2015)             | 1 (2016)                   | 4              |
| 13   | against All authority            | -                                | 1 (2011)             | -                          | 1              |
| 13   | Bilibili Gaming                  | -                                | 1 (2024)             | 1 (2023)                   | 2              |
| 13   | CJ Entus (en)                    | -                                | 1 (2012)             | -                          | 1              |
| 16   | JD Gaming                        | -                                | -                    | 2 (2022, 2023)             | 2              |
| 16   | Cloud9                           | -                                | -                    | 1 (2018)                   | 9              |
| 16   | Team SoloMid                     | -                                | -                    | 1 (2011)                   | 7              |
| 16   | Oh My God (en)                   | -                                | -                    | 1 (2014)                   | 2              |
| 16   | H2k-Gaming                       | -                                | -                    | 1 (2016)                   | 2              |
| 16   | Team WE (en)                     | -                                | -                    | 1 (2017)                   | 2              |
| 16   | Top Esports (en)                 | -                                | -                    | 1 (2020)                   | 2              |
| 16   | Epik Gaming                      | -                                | -                    | 1 (2011)                   | 1              |
| 16   | Counter Logic Gaming Europe (en) | -                                | -                    | 1 (2012)                   | 1              |
| 16   | Moscow Five (en)                 | -                                | -                    | 1 (2012)                   | 1              |
| 16   | OKSavingsBank BRION (ko)         | -                                | -                    | 1 (2013)                   | 1              |
| 16   | Astralis                         | -                                | -                    | 1 (2015)                   | 1              |

### Classement par région
| Rang | Région                          | Titres (éditions)                                        | Finales perdues (éditions)             | 3e-4e places (éditions)                  |
| ---- | ------------------------------- | -------------------------------------------------------- | -------------------------------------- | ---------------------------------------- |
| 1    | Corée du Sud - LCK              | 9 (2013, 2014, 2015, 2016, 2017, 2020, 2022, 2023, 2024) | 6 (2012, 2015, 2016, 2017, 2021, 2022) | 7 (2013, 2014, 2016, 2019, 2021*, 2022)  |
| 2    | Chine - LPL                     | 3 (2018, 2019, 2021)                                     | 5 (2013, 2014, 2020, 2023, 2024)       | 8 (2014, 2017*, 2019, 2020, 2022, 2023*) |
| 3    | Europe - LEC                    | 1 (2011)                                                 | 3 (2011, 2018, 2019)                   | 8 (2012*, 2013, 2015*, 2016, 2018, 2020) |
| 4    | Taïwan / Japon / Viêt Nam - LCP | 1 (2012)                                                 |                                        |                                          |
| 5    | / Amérique du Nord - LCS        |                                                          |                                        | 3 (2011*, 2018)                          |

(*): La région a 2 équipes finissant à la 3e-4e place cette année.
Notes
1. ↑  Les équipes jumelles SK Telecom T1 1/S et SK Telecom T1 2/K sont fusionnées en 2014 pour devenir une seule équipe. SK Telecom T1 se renomme T1 fin 2019.
2. ↑  En 2018, Samsung Galaxy est racheté par KSV eSports, qui se renomme Gen.G Esports en 2019
3. ↑  Rassemble les performances de Samsung White, Samsung Blue et Samsung Galaxy.
4. ↑  Samsung White et Samsung Blue étaient toutes les deux en demi-finale. Les Samsung White ont alors battu les Samsung Blue pour rallier la finale. La pratique des équipes jumelles a été interdite l'année suivante.
5. ↑  À la suite d'un partenariat avec Kia, DAMWON Gaming se renomme DWG KIA fin 2020. Fin 2022, DWG KIA se renomme Dplus KIA.
6. ↑  En 2018, Longzhu Gaming est racheté par le fabricant de téléphone chinois Kingzone et devient Kingzone DragonX. L’équipe se sépare de son sponsor et propriétaire Kingzone fin 2019 et devient simplement DragonX. Mi-2020, l’équipe se renomme DRX.
7. ↑  Les Taipei Assassins sont rachetés en 2017 par le musicien Jay Chou et se renomment J Team.
8. ↑  Royal Club se renomme Star Horn Royal Club à la suite de la prise de fonction de Li Yande comme président du club en 2014. En 2015, après avoir perdu son barrage de relégation contre Gamtee, le Star Horn Royal Club rachète le spot de Gamtee et renomme l'équipe Royal Never Give Up. Le Star Horn Royal Club, redevenu Royal Club, est depuis resté en seconde division chinoise en tant qu'équipe réserve de la Royal Never Give Up.
9. ↑  Sina Corporation rachète Suning fin 2021 et renomme l'équipe Weibo Gaming.
10. ↑  Les KOO Tigers se sont renommés ROX Tigers en 2016, avant d'être rachetés puis renommés Hanwha Life Esports en 2018.
11. ↑  Azubu Frost ainsi que son équipe jumelle Azubu Blaze sont rachetées en 2013 par CJ Entus.
12. ↑  Counter Logic Gaming Europe était une équipe séparée et distincte de son homologue américain de l'époque, Counter Logic Gaming Prime. Leurs résultats sont donc comptés séparément de ceux de l'entité américaine encore active NRG, qui a racheté Counter Logic Gaming et son palmarès avec CLG Prime.
13. ↑  Moscow Five s'étant qualifié via les qualifications européennes, sa performance est considérée comme intégrante des résultats européens et non russes, malgré leur départ pour la LCL, le championnat professionnel russe en 2014.
14. ↑  NaJin Black Sword ainsi que son équipe jumelle NaJin White Sword fusionnent pour devenir NaJin e-mFire en 2014. L'équipe est rachetée pour former les Kongdoo Monsters en 2016, avant d'être eux-mêmes rachetés pour créer Brion Blade en 2018. Par la suite, Brion Blade se renomme successivement hyFresh Blade, Fredit BRION, BRION puis OKSavingsBank BRION.
15. ↑  Astralis Group, propriétaire d'Origen, décide de fusionner Origen avec l'équipe d'Astralis à compter de 2021.

### Incidents
Pendant la dernière journée des phases de poule à Paris, Hai 'Hai' Lam de l'équipe Cloud9 a fait un geste grossier (un doigt d'honneur) envers un autre joueur alors qu'ils étaient sur scène. Hai a été sanctionné d'une amende de 500 $.

### Incidents techniques
Durant la game 2 des quarts de finale entre Fnatic et EdWard Gaming, Kim « Reignover » Ui-Jin de l'équipe Fnatic a été témoin et acteur d'un bug inhérent au personnage de jungle Gragas. Ce bug a empêché le tonneau d'être visible. Décidé par Riot Games, la game 2 a donc été rejouée et le personnage mis en indisponibilité temporaire jusqu'à la fin du tournoi (ainsi que d'autres personnages présentant le même problème).